# Harald Suermann
Harald Suermann (* 25. Juli 1956 in Duisburg) ist ein deutscher Orientalist.

## Leben
Harald Suermann studierte von 1976 bis 1982 katholische Theologie in Bonn und Paris (Abschluss: Diplom) und von 1977 bis 1981 Wissenschaft vom Christlichen Orient, Semitistik und Katholische Biblische Theologie (Abschluss: Diplôme des Langues Orientales Anciennes de l’Institut Catholique de Paris). Nach dem Promotionsstudium (1982–1984) der Wissenschaft vom Christlichen Orient in Bonn und Paris (Thema der Dissertation: Die geschichtstheologische Reaktion auf die einfallenden Muslime in der edessenischen Apokalyptik des 7. Jahrhunderts) und der Habilitation 1996 (Venia legendi für das Fach „Wissenschaft vom Christlichen Orient“, Habilitationsschrift: Die Gründungsgeschichte der Maronitischen Kirche. Von der Klostergründung bis zur Erwähnung des ersten maronitischen Patriarchen) lehrte er von 1996 bis 2002 als Privatdozent an der Philosophischen Fakultät der Universität Bonn im Fach „Wissenschaft vom Christlichen Orient“ und seitdem als apl. Professor an der Philosophischen Fakultät der Universität Bonn.
Suermann war von 2009 bis 2022 Direktor des Missionswissenschaftlichen Instituts im missio e. V. Seit 2014 ist er Mitglied der Europäischen Akademie der Wissenschaften und Künste, Klasse VII Weltreligionen. Seit 2022 ist er im Vorstand der Georges-Anawati-Stiftung.

## Schriften (Auswahl)
- Die geschichtstheologische Reaktion auf die einfallenden Muslime in der edessenischen Apokalyptik des 7. Jahrhunderts. Lang, Frankfurt am Main 1995, ISBN 3-8204-5674-0.
- Die Gründungsgeschichte der Maronitischen Kirche. Harrassowitz, Wiesbaden 1998, ISBN 3-447-04088-2.
- als Herausgeber: Zwischen Halbmond und Davidstern. Christliche Theologie in Palästina heute. Herder, Freiburg im Breisgau 2001, ISBN 3-451-27627-5.
- als Herausgeber: Naher Osten und Nordafrika (= Kirche und Katholizismus seit 1945, herausgegeben von Erwin Gatz, Band 7). Schöningh, Paderborn 2010, ISBN 978-3-506-74465-4.